# Albany (Oregon)
Albany é uma cidade localizada no estado norte-americano de Oregon, no Condado de Benton e Condado de Linn.

## Demografia
Segundo o censo norte-americano de 2000, a sua população era de 40.852 habitantes.
Em 2006, foi estimada uma população de 46.213, um aumento de 5361 (13.1%).

## Geografia
De acordo com o United States Census Bureau tem uma área de
41,6 km², dos quais 41,1 km² cobertos por terra e 0,5 km² cobertos por água. Albany localiza-se a aproximadamente 75 m acima do nível do mar.

## Localidades na vizinhança
O diagrama seguinte representa as localidades num raio de 16 km ao redor de Albany.